# 洛佐溫卡河
50°03′13.00″N 36°09′12.27″E / 50.0536111°N 36.1534083°E
洛佐溫卡河（烏克蘭語：Лозовенька），是烏克蘭的河流，位於該國東部，屬於洛潘河的左支流，發源自魯斯卡洛佐瓦附近，流經哈爾科夫州，河道全長16公里，流域面積77平方公里。